# 赤卫队 (波兰)
赤卫队（波蘭語：Czerwona Gwardia）是波兰历史上的一个准军事组织，于1918年11月10日由达布罗瓦盆地的工人代表委员会在索斯诺维茨发起成立，旨在保护集会、工会场所、工人和阶级利益。该组织由波兰王国和立陶宛社会民主党及波兰社会党—左翼倡议组建，并由工人代表委员会的工人武装部门领导。  
1918年11月10日，在索斯诺维茨的一次大型集会上，人们呼吁选举工人代表委员会的代表，同时建立武装的赤卫队。11月14日，索斯诺维茨爆发大规模罢工，以抗议波兰军队试图解除赤卫队的武装。政府在达布罗瓦盆地集结军事力量，意图解除赤卫队的武装，没收工人隐藏的武器，并镇压工人运动。12月6日，军队试图从克萨韦尔矿区的赤卫队手中夺取武器，引发达布罗瓦盆地的总罢工。12月20日，军队开始解除赤卫队哨所的武装，期间发生激烈冲突。尽管军队未能完全夺取工人手中的武器，但赤卫队开始走向衰落，并于1919年初停止活动。该组织最终在1919年中期被国家警察镇压，并瓦解。
此外，1918年底，在扎莫希奇、普沃茨克和卢布林等地也有工人武装组织自称“赤卫队”。